# Jeanette MacDonald
Jeanette MacDonald (Jeanette Anna MacDonald: Filadelfia, Pensilvania; 18 de junio de 1903-Houston, Texas; 14 de enero de 1965) fue una actriz y cantante estadounidense conocida sobre todo por sus musicales rodados en los años 1930 junto a Maurice Chevalier (Love Me Tonight, The Merry Widow) y Nelson Eddy (Naughty Marietta, Rose Marie, y Maytime). 
En las décadas de 1930 y 1940 representó papeles principales en veintinueve películas, cuatro nominadas al Óscar a la mejor película (El desfile del amor, Una hora contigo, Naughty Marietta y San Francisco), e hizo numerosas grabaciones, por las cuales ganó tres Discos de Oro. Posteriormente actuó en la ópera, conciertos, radio, y televisión. MacDonald fue una de las sopranos más influyentes del siglo XX, haciendo llegar la gran ópera a todas las audiencias e inspirando a toda una generación de cantantes.

## Primeros años
Jeanette Anna MacDonald nació en 1903 en el domicilio familiar en Filadelfia. Era la más joven de las tres hijas de Daniel y Anna Wright MacDonald. A temprana edad ya se aficionó a bailar claqué y a cantar ópera oyendo los discos de su madre. Cantaba en la iglesia y en funciones escolares, y empezó a viajar en giras con espectáculos infantiles.

## Broadway
En noviembre de 1919 MacDonald se juntó con su hermana Blossom en Nueva York para trabajar en el coro de la obra de Ned Wayburn The Demi-Tasse Revue, un musical presentado entre películas en el Capital Theatre de Broadway. En 1920 actuó en dos musicales, Night Boat de Jerome Kern, e Irene, interpretando el segundo papel femenino (la futura estrella Irene Dunne tuvo el primer papel durante parte de la gira). En 1921 MacDonald actuó en Tangerine. En 1922 fue cantante en la revista Fantastic Fricassee. Las buenas críticas le consiguieron un papel en The Magic Ring (1923), musical en el que MacDonald interpretó el segundo personaje femenino, y el cual protagonizaba Mitzi Hajos. En 1925 tuvo otro segundo papel junto a Queenie Smith en Tip Toes, obra de George Gershwin. Al año siguiente trabajó en Bubblin' Over, versión musical de Brewster's Millions. MacDonald finalmente consiguió el papel protagonista en Yes, Yes, Yvette (1927). Planeada como secuela de No, No, Nanette, tuvo numerosas representaciones, pero no consiguió el favor de la crítica al llegar a Broadway. MacDonald también protagonizó sus dos siguientes títulos: Sunny Days (1928), primero de sus espectáculos para los productores Lee y J.J. Shubert, y Angela (1928). Su última pieza fue Boom Boom (1929), con su nombre por delante del título (el reparto incluía al joven Archie Leach, posteriormente conocido como Cary Grant). 
Mientras actuaba en la obra Angela, la estrella cinematográfica Richard Dix la observó y le proporcionó una prueba para su film Nothing but the Truth. Los Shubert no dejaron que actuara en dicha película a causa de su contrato previo, interviniendo en la misma, junto a Dix. Helen Kane, la chica “Boop-boop-a-doop”. En 1929 el famoso director Ernst Lubitsch la descubrió mientras repasaba unas pruebas para la pantalla de actores de Broadway. La eligió como primera actriz en su primer film sonoro, The Love Parade, el cual interpretaba Maurice Chevalier.

## Cine

### Los años con Paramount
En los primeros años del cine sonoro, 1929-30, MacDonald participó en seis filmes, los primeros cuatro para Paramount Studios. El primero, The Love Parade (1929), dirigido por Lubitsch y coprotagonizado por Chevalier, fue un hito de los inicios del sonoro, y recibió una nominación al Oscar a la mejor película. Las primeras grabaciones de MacDonald fueron dos éxitos de su banda sonora: "Dream Lover" y "March of the Grenadiers". The Vagabond King (1930) fue una versión en Technicolor de la opereta de 1925 de Rudolf Friml. La figura de Broadway Dennis King retomó su papel como el poeta francés del siglo XV François Villon, y MacDonald fue la Princesa Katherine. Ella cantó "Some Day" y "Only a Rose". La Universidad de California, Los Ángeles pose la única copia en color conocida de esta producción. 
Paramount on Parade (1930) fue una revista de Paramount, similar a otras producidas por los grandes estudios, que servía para presentar al público a sus antiguas estrellas del cine mudo. MacDonald cantaba "Come Back to Sorrento" junto a Nino Martini, pero la escena se eliminó en el estreno. Let's Go Native (1930), fue una comedia dirigida por Leo McCarey, y que interpretó con Jack Oakie y Kay Francis. Monte Carlo (1930) fue otro clásico de Lubitsch, con la estrella británica del musical Jack Buchanan. MacDonald interpretaba "Beyond the Blue Horizon", tema que grabó en tres ocasiones a lo largo de su carrera.
Con la esperanza de producir sus propios filmes, MacDonald se pasó a United Artists para rodar The Lottery Bride (1930). A pesar de la música de Rudolf Friml, el filme no tuvo éxito. Posteriormente firmó un contrato para hacer tres películas con 20th Century Fox. Oh, for a Man! (1930) tuvo más éxito; MacDonald interpretaba a una temperamental cantante de ópera que cantaba la obra de Richard Wagner "Liebestod" y se enamoraba de un ladrón encarnado por Reginald Denny. Don't Bet on Women (1931) fue una comedia no-musical en la cual el playboy Edmund Lowe se apuesta con su amigo Roland Young que puede seducir a la mujer de Young (MacDonald). Annabelle's Affairs (1931) fue una farsa en la que MacDonald trabajó con Victor McLaglen. Fue muy apreciada por la crítica.
MacDonald se tomó un período de descanso de Hollywood en 1931 que aprovechó para viajar a Europa para dar conciertos. Volvió a Paramount al año siguiente a fin de rodar dos filmes con Maurice Chevalier. Una hora contigo (1932) fue dirigida por George Cukor y Ernst Lubitsch, y simultáneamente filmada en francés con las mismas estrellas pero con un reparto secundario francés. Rouben Mamoulian dirigió Love Me Tonight (1932), considerada por muchos el mejor film musical. Chevalier interpretaba a un humilde sastre enamorado de la princesa MacDonald, con gran parte del diálogo cantado. Richard Rodgers y Lorenz Hart escribieron la banda sonora original, que incluía los temas "Mimi]", "Lover", y "Isn't It Romantic?".

### Los años con MGM y Nelson Eddy

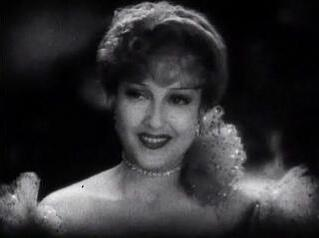
Parte de un fotograma del reclamo de la película de 1934 The Merry Widow.

En 1933, MacDonald viajó de nuevo a Europa y, encontrándose allí, firmó un contrato con MGM. Su primera película para MGM fue The Cat and the Fiddle (1933), basada en la obra de Broadway de Jerome David Kern. Su coprotagonista fue Ramón Novarro (Ben Hur). En The Merry Widow (1934), el director Ernst Lubitsch reunió a Maurice Chevalier y MacDonald en una versión de la clásica opereta compuesta en 1905 por Franz Lehár. El filme fue un gran éxito en los centros urbanos europeos y americanos, fallando un tanto fuera de las grandes ciudades. Tuvo un gran presupuesto, en parte a causa de que se filmó simultáneamente en francés y con parte del reparto también francés.  
Naughty Marietta (1935), dirigida por W. S. Van Dyke, fue el primer título de MacDonald en el que trabajaba junto a Nelson Eddy. La música compuesta en 1910 por Victor Herbert, con canciones como "Ah! Sweet Mystery of Life", "I'm Falling in Love with Someone", "’Neath the Southern Moon", "Tramp, Tramp, Tramp", y "Italian Street Song", disfrutaron de renovada popularidad. El filme ganó un Oscar al mejor sonido y recibió una nominación al Oscar para la mejor película. 
En 1936 protagonizó dos de las principales películas del año. En Rose Marie, MacDonald interpretaba a una cantante de ópera, y James Stewart actuaba en el papel de su hermano. Ella y Nelson Eddy cantaron el tema de Rudolf Friml "Indian Love Call". La otra película fue San Francisco, también dirigida por W. S. Van Dyke. En este relato del terremoto de San Francisco de 1906, MacDonald interpretaba a una cantante de ópera, y estaba acompañada por Clark Gable y Spencer Tracy. 
En el verano de 1936 se inició el rodaje de Maytime, con Nelson Eddy, Frank Morgan y Paul Lukas, y producción de Irving Thalberg. Tras fallecer Thalberg en septiembre, la película quedó suspendida. Se hizo un nuevo guion y actuaron diferentes actores en el reparto (incluyendo a John Barrymore). Maytime (1937), fue el filme más taquillero del año, y es considerado como uno de los mejores musicales de la década de 1930. "Will You Remember", de Sigmund Romberg, le valió a MacDonald otro Disco de Oro. 
The Firefly (1937) fue el primer film que MacDonald protagonizó en solitario para MGM, con su nombre por encima del título. La banda sonora teatral compuesta por Rudolf Friml en 1912 se tomó prestada, y se añadió una nueva canción, "The Donkey Serenade". En la película MacDonald actuó junto a Allan Jones. El equipo MacDonald-Eddy se rompió tras casarse ella con Gene Raymond, pero a partir de entonces sus resultados en taquilla disminuyeron. Como resultado de ello y de las peticiones del público, se rodó The Girl of the Golden West (1938), pero las dos estrellas apenas actuaban juntas, y el tema principal, "Obey Your Heart", no fue cantado a dúo. El filme tenía una banda original compuesta por Sigmund Romberg y aprovechaba la obra teatral original de David Belasco (también empleado por el compositor Giacomo Puccini para su ópera La fanciulla del West. 

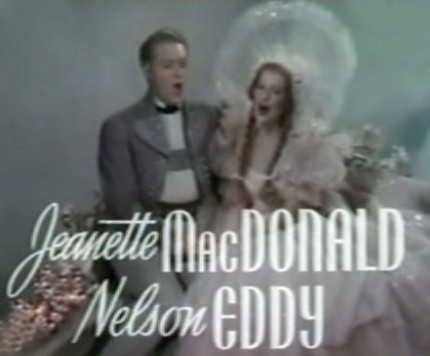
Eddy y MacDonald en el reclamo de Sweethearts (1938).

Mayer había prometido a MacDonald interpretar el primer film del estudio en Technicolor, que fue Sweethearts (1938), y que interpretó junto a Eddy. En contraste con su película anterior, los dos actores cantaban juntos con frecuencia. Fue un éxito de taquilla aprovechaba la banda musical teatral de Victor Herbert compuesta en 1913, con un guion moderno de Dorothy Parker. Sweethearts ganó el Photoplay Gold Medal Award para la mejor película del año.
MacDonald sufrió un aborto durante el rodaje de Sweethearts, y Mayer abandonó sus planes para que el dúo trabajara en Let Freedom Ring, título ya anunciado en 1935. Eddy trabajó solo en dicha película, mientras que MacDonald y Lew Ayres actuaron en Broadway Serenade (1939). Durante la producción de este film. Eddy se casó con Ann Franklin, lo cual afectó al trabajo de la actriz.
Tras Broadway Serenade, MacDonald dejó Hollywood para hacer una gira de conciertos y rechazó renovar su contrato con MGM. Eddy protagonizó un segundo film en solitario, Balalaika, mientras que el mánager de MacDonald renegociaba su situación. Tras un intento inicial para que actuara en Smilin' Through con James Stewart y Robert Taylor, MacDonald finalmente cedió y accedió a trabajar en The New Moon (1940) con Eddy. New Moon fue una de las películas más populares de la actriz. La obra teatral de Sigmund Romberg de 1927 representada en Broadway fue el origen del guion, y de las canciones Lover, Come Back to Me, One Kiss, y Wanting You, más la versión de Eddy de Stout Hearted Men. 

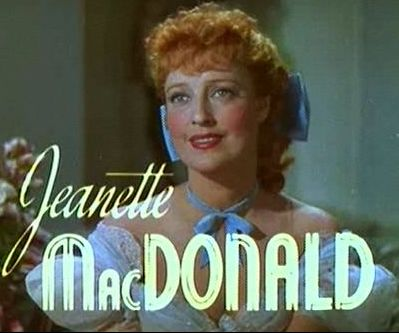
Presentación de la actriz en el reclamo de la película Bitter Sweet (1940).

La siguiente película fue Bitter Sweet (1940), una versión en Technicolor de la opereta homónima, de 1929, del autor Noël Coward.
Smilin’ Through (1941) fue su siguiente proyecto en Technicolor. Esta obra teatral de 1919 había sido filmada en varias ocasiones. La historia que relataba fue muy popular tras la devastación producida por la Primera Guerra Mundial, y MGM razonaba que tendría un efecto similar durante la Segunda Guerra Mundial. MacDonald hacía un doble papel—el de Moonyean, una chica muerta accidentalmente por un amante celoso, y Kathleen, su sobrina, que se enamora del hijo del asesino. Los protagonistas originales, James Stewart y Robert Taylor, abandonaron el proyecto a fin de colaborar en la guerra, y fueron reemplazados por Brian Aherne y Gene Raymond. 
I Married an Angel (1942), fue una adaptación del musical de Richard Rodgers y Lorenz Hart acerca de un ángel que pierde sus alas en su noche de bodas. El guion de Anita Loos sufrió cortes por la censura, lo cual limitó el éxito del film. MacDonald cantaba “Spring Is Here” y la canción titular. Fue la última película rodada por MacDonald y Eddy juntos. A partir de entonces Eddy se trasladó a Universal Studios. MacDonald hizo un último film con MGM, Cairo (1942), una comedia de espionaje junto a Robert Young y Ethel Waters.

### Carrera posterior
MacDonald siguió tras Eddy a Universal, donde se planificó que hicieran un film una vez que él hubiera rodado Phantom of the Opera (1943). Mientras, MacDonald actuó como ella misma en Follow the Boys (1944), un espectáculo con las estrellas de Hollywood entreteniendo a la tropa. Entre dichas estrellas se encontraban Marlene Dietrich, W.C. Fields, Sophie Tucker y Orson Welles. MacDonald aparece en un concierto real cantando “Beyond the Blue Horizon,” y en una secuencia de estudio interpretando “I’ll See You in My Dreams” a un soldado ciego.
MacDonald y Eddy actuaron con frecuencia juntos en la radio mientras planeaban varios filmes que no llegaron a ser realizados. Buscaron financiación independiente para proyectos como East Wind y Crescent Carnival. Otros proyectos cancelados fueron The Rosary, un best seller de 1910, The Desert Song y una versión de The Vagabond King, más dos textos escritos por Eddy, "Timothy Waits for Love" y "All Stars Don't Spangle." 

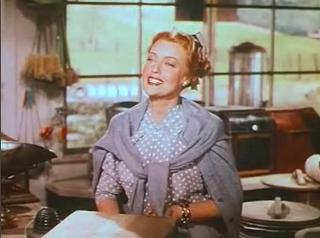
Fotograma del reclamo de la película de 1949 The Sun Comes Up.

MacDonald volvió a MGM tras cinco años apartada de la pantalla a fin de actuar en dos filmes. Three Daring Daughters (1948), título en el que actuó con José Iturbi, Jane Powell, Ann E. Todd, y Elinor Donahue, y en el que cantaba "The Dickey Bird". The Sun Comes Up (1949), con Lassie, era una adaptación de un cuento de Marjorie Kinnan Rawlings, en la que describe la relación de una viuda con un huérfano interpretado por Claude Jarman Jr.  Fue su último film.
Siguió recibiendo ofertas, y en 1962 el productor Ross Hunter propuso a MacDonald trabajar con Eddy en su comedia de 1963, The Thrill of It All. Ambos declinaron aceptar y los papeles finalmente los interpretaron Arlene Francis y Edward Andrews. 20th Century Fox también barajó la posibilidad de contratar a MacDonald para el papel de la Madre Abadesa en el filme The Sound of Music.
Una encuesta de los distribuidores confirmaba a MacDonald como una de las artistas más taquilleras de 1936, y muchos de sus filmes aparecían entre los 20 más vistos en los años en que fueron estrenados. Además, MacDonald fue una de las actrices más rentables en el Reino Unido entre 1937 y 1942. Durante sus 39 años de carrera, MacDonald ganó dos estrellas en el Paseo de la Fama de Hollywood (por el cine y por sus grabaciones) y plantó sus pies en el cemento húmedo en frente del Grauman's Chinese Theatre.

## Conciertos
A partir de 1931 y hasta la década de 1950, MacDonald dio conciertos de manera regular entre sus filmaciones. Su primera gira europea tuvo lugar en 1931, y en la misma cantó en Francia e Inglaterra. Su primera gira en Estados Unidos fue en 1939, tras haber finalizado Broadway Serenade y haberse casado Nelson Eddy. Además cantó con frecuencia en el Hollywood Bowl y en el Carnegie Hall. 
Cuando Estados Unidos entró en la Segunda Guerra Mundial en 1942, MacDonald fue una de las fundadoras del Army Emergency Relief y recopiló fondos gracias a sus giras, hasta unos 100 000 dólares. El presidente Franklin D. Roosevelt la recompensó con una medalla. También actuó en la Casa Blanca para los Presidentes Harry S. Truman y Dwight D. Eisenhower.

## Grabaciones
MacDonald grabó más de 90 canciones a lo largo de su carrera, trabajando exclusivamente para RCA Records en los Estados Unidos. También hizo algunas grabaciones para HMV en Inglaterra y Francia aprovechando una gira en 1931. Ganó tres Discos de Oro, uno de ellos por un disco cantado con Nelson Eddy en 1957.

## Ópera
A diferencia de Nelson Eddy, que llegó de la opera al cine, MacDonald en la década de 1940 anhelaba cantar en la ópera. Para ello ensayó con Lotte Lehmann, una de las divas de la época.
MacDonald debutó en la ópera cantando como Julieta en Romeo y Julieta en Montreal en el His Majesty's Theatre en 1943. Repitió el papel en Quebec, Ottawa y Toronto. Su debut en Estados Unidos tuvo lugar en el Chicago Lyric Opera en 1944, con el mismo papel. Fue también Margarita en Fausto, con la Chicago Lyric Opera. En noviembre de 1945 hizo otras dos actuaciones de Romeo y Julieta y una de Fausto en Chicago, y dos Fausto para la ópera de Cincinnati. En 1951 cantó Fausto con la Philadelphia Grand Opera. 

## Radio y televisión

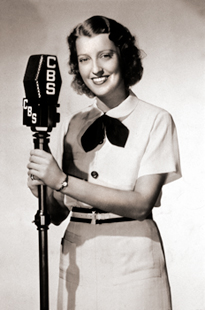
Studio promotional photograph of actress Jeanette MacDonald standing with a CBS Radio microphone to promote her short-lived radio show Vick's Open House (1937)

La extensa carrera radiofónica de MacDonald habría empezado en 1929. También estuvo en la ceremonia de los Premios Óscar radiada en 1931. Presentó su propio programa de radio, Vicks Open House, desde septiembre de 1937 a marzo de 1938. Sin embargo, ante la dificultad de compaginar esta actividad con su trabajo en el cine y en el canto, decidió no renovar su contrato con Vicks tras una temporada de 26 semanas. 
MacDonald actuó en versiones radiofónicas condensadas de muchas de sus películas en programas como Lux Radio Theater, de Cecil B. DeMille, usualmente con Nelson Eddy, y Railroad Hour, junto a Gordon MacRae. Entre otras, las películas versionadas eran The Merry Widow, Naughty Marietta, Rose Marie, Maytime, Sweethearts, Bitter Sweet, Smilin' Through, y The Sun Comes Up, más otras operetas y musicales como Mlle Modiste, Irene, The Student Prince, Tonight or Never con Melvyn Douglas, A Song for Clotilda, The Gift of the Magi, y Apple Blossoms. Otros programas eran The Prudential Family Hour, Screen Guild Playhouse y The Voice of Firestone, que presentaba a los primeros cantantes de la época. En 1953, MacDonald cantó "The Star-Spangled Banner" en la toma de posesión de Dwight D. Eisenhower, acontecimiento radiado y televisado. 
MacDonald canto frecuentemente con Nelson Eddy en los años cuarenta en varios programas Lux Radio Theater y The Screen Guild Theater. También intervino como invitada varias veces en programas de él como The Electric Hour y The Kraft Music Hall. 
MacDonald actuó en la primitiva TV, sobre todo como cantante invitada. Así, actuó en The Voice of Firestone en noviembre de 1950. En noviembre de 1952 fue invitada al programa de Ralph Edwards This Is Your Life, en el cual Nelson Eddy actuó por sorpresa sin conocimiento de ella. Poco más tarde actuó como invitada misteriosa en un episodio, en diciembre de 1952, de What's My Line?.  
En febrero de 1956 MacDonald actuó en Prima Donna, un episodio piloto para una serie propia, escrito por su marido, Gene Raymond. Este programa tenía como invitados a Leo Durocher y Laraine Day, pero finalmente no se emitió. 
En diciembre de 1956 MacDonald y Eddy hicieron su primera actuación televisiva como equipo en el Lux Video Theatre Holiday Special. En 1957 ambos actuaron en el programa de Patti Page, The Big Record, cantando canciones diversas.

## Teatro musical
MacDonald y su marido, Gene Raymond, hicieron una gira con la obra de Ferenc Molnár The Guardsman. La producción se estrenó en el Erlanger Theater de Buffalo (Nueva York) en 1951, y se representó en 23 ciudades hasta 1951. 
A mediados de los años cincuenta, MacDonald hizo giras de verano con las obras Bitter Sweet y El rey y yo. Bitter Sweet se estrenó en el Iroquois Amphitheater de Louisville, Kentucky, en 1954. El rey y yo se estrenó en 1956 en el Starlight Theatre de Kansas City (Misuri). Mientras actuaba allí sufrió un ataque al corazón. Por ello empezó a limitar sus actuaciones, y la representación de Bitter Sweet en 1959 fue su última actuación profesional.
Además, MacDonald también actuó en algunas ocasiones en clubes. Cantó y bailó en el Sands Hotel y en el Sahara Hotel and Casino de Las Vegas en 1953, así como en el The Ambassador Hotel de Los Ángeles en 1954, y de nuevo en el The Sahara en 1957, aunque ella nunca se acabó de encontrar a gusto en esos locales.

## Vida personal
MacDonald tuvo cinco romances documentados a lo largo de su vida. El primero fue con Jack Ohmeis, un estudiante con el que estuvo comprometida entre 1922 y 1927, y con el que estuvo a punto de casarse en 1926, aunque la familia de él se opuso a la boda.
Su siguiente pareja fue Irving Stone, entre 1926 y 1928, a quien habría conocido representando en Chicago la obra Yes, Yes, Yvette. Stone era sobrino del fundador de The Boston Store y trabajaba en el negocio familiar.
En 1928 Robert George Ritchie se convirtió en mánager y pareja de MacDonald. Estuvieron juntos hasta 1935 y, según muchos llegaron a casarse, algo que MacDonald negaba. Sin embargo existe unas cartas que demostrarían que sí existió dicho matrimonio. La familia de Ritchie afirmaba que hubo una boda, pero que el matrimonio se habría anulado, posiblemente en Hawaii, en 1935.
El romance con Ritchie finalizó cuando MacDonald conoció en 1933 a Nelson Eddy, el cual, a partir de 1935, le hizo varias propuestas de matrimonio. El problema era que Eddy quería que ella se retirara y se dedicara al cuidado de la familia, a lo que ella se negó. Discutieron constantemente sobre ello, y en junio de 1935 rompieron. Ese mes MacDonald conoció al actor Gene Raymond en una fiesta, y se comprometió con él. En el verano de 1935, MacDonald reavivó la relación con Eddy cuando rodaron Rose Marie. MacDonald quedó embarazada al poco tiempo, y el director de MGM Louis B. Mayer le pidió que abortara. Como consecuencia de ello, la relación con Eddy se rompió.
El 16 de junio de 1937 MacDonald se casó con Gene Raymond en Los Ángeles. Permanecieron casados hasta el fallecimiento de MacDonald. Según varios libros, como Sweethearts de Sharon Rich y The Golden Girls Of MGM de Jane Ellen Wayne, Gene Raymond tuvo varias aventuras homosexuales y tuvo un matrimonio problemático. 
Nelson Eddy intentó reconciliarse con MacDonald en 1938, pero Louis B. Mayer volvió a interferir, pues pensaba que un divorcio dañaría la buena imagen de MacDonald que tenía su público. Eddy se casó en Las Vegas, con Ann Franklin en enero de 1939, durando su matrimonio hasta el fallecimiento de él.

## Muerte
La actriz sufrió problemas cardiacos en sus últimos años. Empeoró en 1963 y fue sometida a un trasplante arterial en el Methodist Hospital de Houston, Texas. Tras la operación desarrolló una pleuritis y fue hospitalizada dos meses y medio. Vendió su casa y se mudó a un apartamento en Los Ángeles a fin de disfrutar de una actividad menos intensa. MacDonald empeoró nuevamente en 1964, y fue ingresada en el UCLA Medical Center, donde fue intervenida quirúrgicamente en Navidad. En Año Nuevo volvió a su casa, pero en enero fue trasladada a Houston a fin de someterla a cirugía cardiaca por el Dr. Michael E. DeBakey, quien había operado recientemente con éxito al Duque de Windsor. MacDonald falleció dos días más tarde. 
Fue enterrada en el cementerio Forest Lawn Memorial Park de Glendale (California). 

## Filmografía
- The Love Parade (El desfile del amor) (1929)
- The Vagabond King (1930)
- Paramount on Parade (1930) (escenas eliminadas, excepto un número en góndola con Nino Martini)
- Let's Go Native (Náufragos del amor) (1930)
- Monte Carlo (1930)
- The Lottery Bride (1930)
- Oh, for a Man (1930)
- Don't Bet on Women (1931)
- Annabelle's Affairs (1931)
- Hollywood on Parade (corto, 1932)
- Una hora contigo (1932) (también se filmó una versión en francés)
- Love Me Tonight (Ámame esta noche) (1932)
- The Cat and the Fiddle (1934)
- The Merry Widow (La viuda alegre) (1934) (también se filmó una versión en francés)
- Naughty Marietta (1935)
- Rose Marie (1936)
- San Francisco (1936)
- Maytime (1937)
- The Firefly (1937)
- The Girl of the Golden West (Ciudad de oro) (1938)
- Hollywood Goes to Town (Corto, 1938)
- Sweethearts (Enamorados) (1938)
- Broadway Serenade (Se llevó mi corazón) (1939)
- The Miracle of Sound (Corto, 1940)
- The New Moon (1940)
- Bitter Sweet (1940)
- Smilin' Through (1941)
- I Married an Angel (1942)
- Cairo (1942)
- Follow the Boys (1944)
- Three Daring Daughters (1948)
- The Sun Comes Up (1949)

### Televisión
- Prima Donna (1956)
- Charley's Aunt (1957)